# Manduca vogli
Manduca vogli är en fjärilsart som beskrevs av Daniel 1949. Manduca vogli ingår i släktet Manduca och familjen svärmare. Inga underarter finns listade i Catalogue of Life.